# Yaakov Peri
Yaakov Peri (en hebreo: יעקב פרי‎, nacido el 20 de febrero de 1944) es un exjefe de la agencia de seguridad israelí Shin Bet y exmiembro de la Knéset por Yesh Atid. Dirigió el Shin Bet entre 1988 y 1994. Fue el primer jefe de Shin Bet nacido en Israel. Después de su servicio en el Shin Bet, ingresó al mundo de los negocios. Se convirtió en Miembro de la Knéset en 2013 y fue nombrado Ministro de Ciencia, Tecnología y Espacio, cargo que ocupó hasta su renuncia el 2 de diciembre de 2014. Renunció a la Knesset en febrero de 2018.

## Biografía
Peri nació en Tel Aviv durante la época del Mandato y creció en Netanya. Antes de cambiar su nombre, nació como Yaakov Pirzoner. Sus padres eran hablantes de yiddish, originarios de Polonia. Fue eximido del servicio en las Fuerzas de Defensa de Israel debido a un soplo cardíaco sistémico. Peri asistió a la Universidad Hebrea de Jerusalén y la Universidad de Tel Aviv, donde obtuvo una licenciatura. Peri comenzó su carrera como trompetista de orquesta antes de unirse al Shin Bet.
En 1966 se unió al Shin Bet e inicialmente se formó para ser un oficial de campo trabajando en el sector árabe. En 1972 fue designado para ocupar un puesto de alto nivel en el Comando de Jerusalén, Judea y Samaria, y en 1975 se convirtió en jefe de la división de entrenamiento del Shin Bet. En 1978 se convirtió en jefe de su Comando Norte, antes de regresar al Comando de Jerusalén, Judea y Samaria para encabezarlo en 1981. En 1987 se convirtió en Director Adjunto del Shin Bet, antes de convertirse en Director al año siguiente.
Durante su período a cargo, introdujo cambios estructurales para abordar los problemas que surgieron durante la Primera Intifada y abordar la nueva situación de seguridad en Israel a raíz de los Acuerdos de Oslo. En 1994 se ausentó para estudiar en la Universidad de Harvard, donde terminó un curso corto de administración de empresas. Al año siguiente se retiró del Shin Bet. Más tarde se dedicó a los negocios y también enseñó en Harvard. Fue director ejecutivo de Cellcom Israel desde 1995 hasta 2003, y en 2012 apareció en un documental, The Gatekeepers, y discutió los principales eventos de su mandato en el Shin Bet.
Se unió al nuevo partido Yesh Atid antes de las elecciones de la Knesset de 2013. Fue elegido miembro de la Knesset, luego de lo cual fue nombrado Ministro de Ciencia, Tecnología y Espacio. Fue colocado quinto en la lista del partido para las elecciones de 2015, y fue reelegido cuando el partido ganó 11 escaños.

Después de su renuncia, Peri fue nombrado presidente de la firma israelí de seguridad e investigación CGI Group.
En diciembre de 2019, se contrató a CGI Group para ayudar a encontrar las joyas y los diamantes del siglo XVIII robados en un atraco del museo Dresden Green Vault en noviembre de 2019. Los medios alemanes calificaron el audaz robo como "el mayor robo de joyas históricas en la Alemania moderna".
En enero de 2020, la firma israelí recibió varias cartas ofreciéndoles vender dos de las joyas robadas. El Grupo CGI dice que a sus investigadores se les ofrecieron los artículos a través de la dark web.
Peri habla árabe con fluidez, lo aprendió en la escuela y durante su servicio en el Shin Bet.